# Acacia campylophylla
Acacia campylophylla é uma espécie de leguminosa do gênero Acacia, pertencente à família Fabaceae.